# Sinodorcadion
Sinodorcadion är ett släkte av skalbaggar som ingår i familjen långhorningar.

## Arter
- Sinodorcadion jiangi Xie, Shi & Wang, 2013
- Sinodorcadion magnispinicolle Xie, Shi & Wang, 2013
- Sinodorcadion punctulatum Gressitt, 1939
- Sinodorcadion punctuscapum Xie, Shi & Wang, 2013
- Sinodorcadion subspinicolle Breuning, 1959